# Adamo Dabini
Adamo Dabini (12 luglio 1907 – ...) è stato un ciclista su strada italiano, attivo come indipendente dal 1931 al 1935. Colse un'unica vittoria nella categoria, la terza tappa del Giro d'Ungheria 1931; ottenne inoltre alcuni piazzamenti, quali il secondo posto alla Milano-Mantova 1932, il quinto alla Milano-Mantova 1933 e il decimo alla Milano-Modena 1931.

## Palmarès
- 1931 (individuale)

3ª tappa Giro d'Ungheria (Tapolca > Tapolca)

## Piazzamenti

### Classiche monumento
- Milano-Sanremo

1934: 77º